# Bahrāmīyeh
Bahrāmīyeh (persiska: بهراميه) är en ort i Iran.   Den ligger i provinsen Khorasan, i den nordöstra delen av landet, 600 km öster om huvudstaden Teheran. Bahrāmīyeh ligger 1 084 meter över havet och antalet invånare är 914.
Terrängen runt Bahrāmīyeh är platt.Runt Bahrāmīyeh är det ganska glesbefolkat, med 29 invånare per kvadratkilometer. Närmaste större samhälle är Neqāb, 9,8 km nordväst om Bahrāmīyeh. Omgivningarna runt Bahrāmīyeh är i huvudsak ett öppet busklandskap.